# Radium Hill
Radium Hill ist ein ehemaliges Bergwerk in South Australia, das von 1906 bis 1961 betrieben wurde. Es befindet sich etwa 460 Kilometer nördlich von Adelaide, 110 Kilometer südwestlich von Broken Hill und war die erste Uranmine in Australien, lange bevor die nächsten größeren Bergwerke wie Rum Jungle im Northern Territory (1950) oder Mary Kathleen in Queensland (1958) errichtet wurden. Die dazugehörige Arbeitersiedlung, in der einst bis zu 1.100 Menschen lebten, ist zum großen Teil abgerissen und heute eine Geisterstadt. Während die Produktion in den Jahren 1954 bis 1961 ihren Höhepunkt erreichte, wurden hier fast eine Million Tonnen Daviditerz gefördert, aus dem 860 Tonnen Uranoxid (gemessen als Uran(V,VI)-oxid U3O8) gewonnen wurden.

## Geschichte
Als zukünftiger Minenstandort wurde das Gebiet 1906 von dem Prospektor Arthur John Smith ausgemacht, als er unbeabsichtigt radioaktives Material etwa 40 km südöstlich von Olary fand. Smith dachte fälschlicherweise, es handle sich bei dem dunklen Erz um Zinnoxid oder Wolframit. Seine Proben wurden an die University of Adelaide zu dem jungen Geologen und zukünftigen Antarktisforscher Douglas Mawson gebracht, der herausfand, dass das Erz neben Radium und Uran auch Spuren von Ilmenit, Rutil, Magnetit, Hämatit, Pyrit, Chalkopyrit – eingewachsen in Quarz, Biotit, daneben Chrom, Vanadium und Molybdän enthielt.

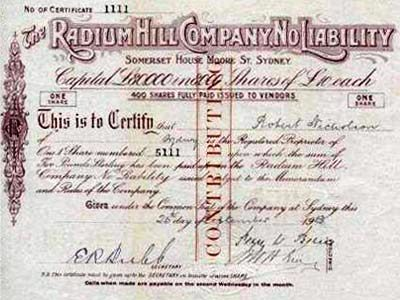
Anteilsschein der Radium Hill Company aus dem Jahr 1913

Mawson benannte das Erz Davidit nach dem Geologen und Antarktisforscher Sir Edgeworth David. Die Mine wurde ursprünglich Smith’s Carnotit Mine (Carnotit ist ein ähnliches uranhaltiges Mineral) genannt, aber im September 1906 schlug Mawson den Namen Radium Hill vor. Smith arbeitete noch weitere zwei Jahre für die Mine, bevor er seine Schürfrechte auslaufen ließ. Benachbarte Schürfrechte erstreckten sich auf einer Länge von 5 Kilometern entlang des Gangs, wobei Smith nur an einem zur Hälfte beteiligt war. Später im Jahr 1908 übernahm die Radium Hill Company die Rechte und weitere Schächte wurden ausgehoben.
Das Erzkonzentrat wurde zur Weiterverarbeitung nach New South Wales und Victoria transportiert. Nachdem jedoch der Preis für ein Gramm Radium im Jahr 1911 auf £13.000 gestiegen war, wurde noch im selben Jahre eine Aufbereitungsanlage zum Preis von £15.000 in der Nähe von Hunter’s Hill in New South Wales von der Radium Hill Company errichtet. Insgesamt wurden 350 Milligramm Radiumbromid und 150 Kilogramm Uran hergestellt.
Das Radiumbromid wurde in der gerade aufkommenden Forschung auf den Gebieten der Strahlung und Radioaktivität verwendet, ein Teil des Radiums aus Hunter’s Hill wurde aber auch an die Pioniere der Nuklearforschung Ernest Rutherford und Marie Curie verkauft.
Der Betrieb der Mine wurde im Jahr 1914 eingestellt, die Aufbereitungsanlage schloss im folgenden Jahr.
Die zweite Phase begann 1923, als der Betrieb von der Radium and Rare Earth Treatment Company N.L. wieder aufgenommen wurde. 1923 wurde auch eine neue Anlage zur Weiterverarbeitung der Erze in Dry Creek, in der Nähe von Adelaide, aufgebaut, um Radiumbromid für medizinische Zwecke herzustellen. Dies erwies sich in den folgenden Jahren jedoch als unwirtschaftlich und der Betrieb beider Einrichtungen wurde im Jahr 1931 wieder eingestellt.
Erst nach dem Zweiten Weltkrieg erreichte der Erzabbau in Radium Hill seinen Höhepunkt. Zunächst wurden vom Department of Mines 1944 geologische Erkundungen, danach von 1946 bis 1947 Probebohrungen durchgeführt. Im März 1952 unterzeichnete das Commonwealth und die Regierung von South Australia einen siebenjährigen Vertrag über die Lieferung von Uran mit der Combined Development Agency, einer gemeinsamen Behörde der Vereinigten Staaten und Großbritanniens. Daraufhin wurde 1954 ein Teil der Maldorkey Station annektiert und als Uranbergbau-Schutzgebiet ausgewiesen. Die offizielle Eröffnung der Mine fand am 10. November desselben Jahres durch den Generalgouverneur von Australien, Field Marshall Sir William Slim statt.
Die Regierung von South Australia betrieb die Mine und baute die Infrastruktur aus, um einen reibungslosen Betrieb zu gewährleisten. Ein 18 km langes Nebengleis, das das Gelände mit der Hauptstrecke nach Broken Hill verband, wurde 1954 gebaut, ebenso ein Flugplatz und eine kleine Stadt, in der die Minenarbeiter mit ihren Familien wohnen sollten. 1961 lebten in den 145 Häusern 867 Menschen.
Der Hauptschacht der Mine war 420 m tief mit einem 40 m hohen Förderturm. Das Erz wurde in einer Kugelmühle zerkleinert und an Ort und Stelle durch Abscheidungsverfahren angereichert. Danach wurde das vorverarbeitete Uranerz mit der Eisenbahn in den eigens dafür gebauten Port Pirie Uranium Treatment Complex gebracht, der ebenfalls von der Regierung von South Australia betrieben wurde.
Der Ausstoß der Mine betrug 970.000 Tonnen Erz, mit einem Gehalt von 0,09–0,13 % Uran. Durch die Anreicherung entstanden 150.000 Tonnen Yellowcake, die dann in Port Pirie durch Auslaugung mit heißer Säure zu insgesamt 860 Tonnen U3O8, mit einem Marktwert von ₤15 Millionen, verarbeitet wurden. Nach sieben Jahren war der Vertrag mit der Combined Development Agency erfüllt und die Anlage in Radium Hill wurde offiziell am 21. Dezember 1961 stillgelegt.
Die Sanierungsarbeiten an der Anlage wurden 1962 und 1981 durchgeführt. Die Tailings wurden mit 75.000 m³ Material aus vier Aushublöchern bedeckt. Die alten Minenschächte wurden ebenfalls aufgefüllt.

## Spätfolgen
Eine Studie der Regierung von New South Wales fand 1979 heraus, dass krebsbedingte Todesfälle bei früheren Radium-Hill-Arbeitern viermal häufiger auftreten als im nationalen Durchschnitt. Laut dieser Studie sind 59 % der Beschäftigten, die unter Tage länger als zwei Jahre gearbeitet haben, an Krebs gestorben.

## Endlager für schwach radioaktive Abfälle
1981 wurde ein Bereich des Minengeländes als Endlager für schwach radioaktive Abfälle ausgewiesen. Etwa 16 verschiedene Ladungen von Abfällen, einschließlich radioaktiv verstrahlten Erdreichs aus Thebarton im Großraum Adelaide, wurden in Radium Hill gelagert. Die letzte Lieferung fand 1998 statt.
Seit 1998 sind keine weiteren Stoffe in Radium Hill eingelagert worden. Heute liegt die Zuständigkeit für das Gelände, einschließlich der radioaktiven Abfälle, bei der Resources Division of Minerals and Energy.

## Zitat
“one ounce of it would be sufficient to drive or propel three of the largest battleships afloat for a period of two thousand years. ...it will mean that foreign nations will be obliged to seek from us the power wherewith to heat and light their cities, and find means of defence and offence...”

„eine Unze würde ausreichen, um drei der größten Schlachtschiffe über einen Zeitraum von 2000 Jahren anzutreiben … das bedeutet, dass fremde Nationen gezwungen sein werden, von uns die Fähigkeit zu erhalten ihre Städte zu heizen und zu beleuchten, aber auch sich zu verteidigen und anzugreifen“